# Francesco I Gonzaga
Francesco I Gonzaga, född 1366, död 1407, var en italiensk monark. Han var härskare i Mantua mellan 1382 och 1407. 